# Bleu de France (couleur)
Pour les articles homonymes, voir Bleu de France.
 (mai 2016).
Si vous disposez d'ouvrages ou d'articles de référence ou si vous connaissez des sites web de qualité traitant du thème abordé ici, merci de compléter l'article en donnant les références utiles à sa vérifiabilité et en les liant à la section « Notes et références ».

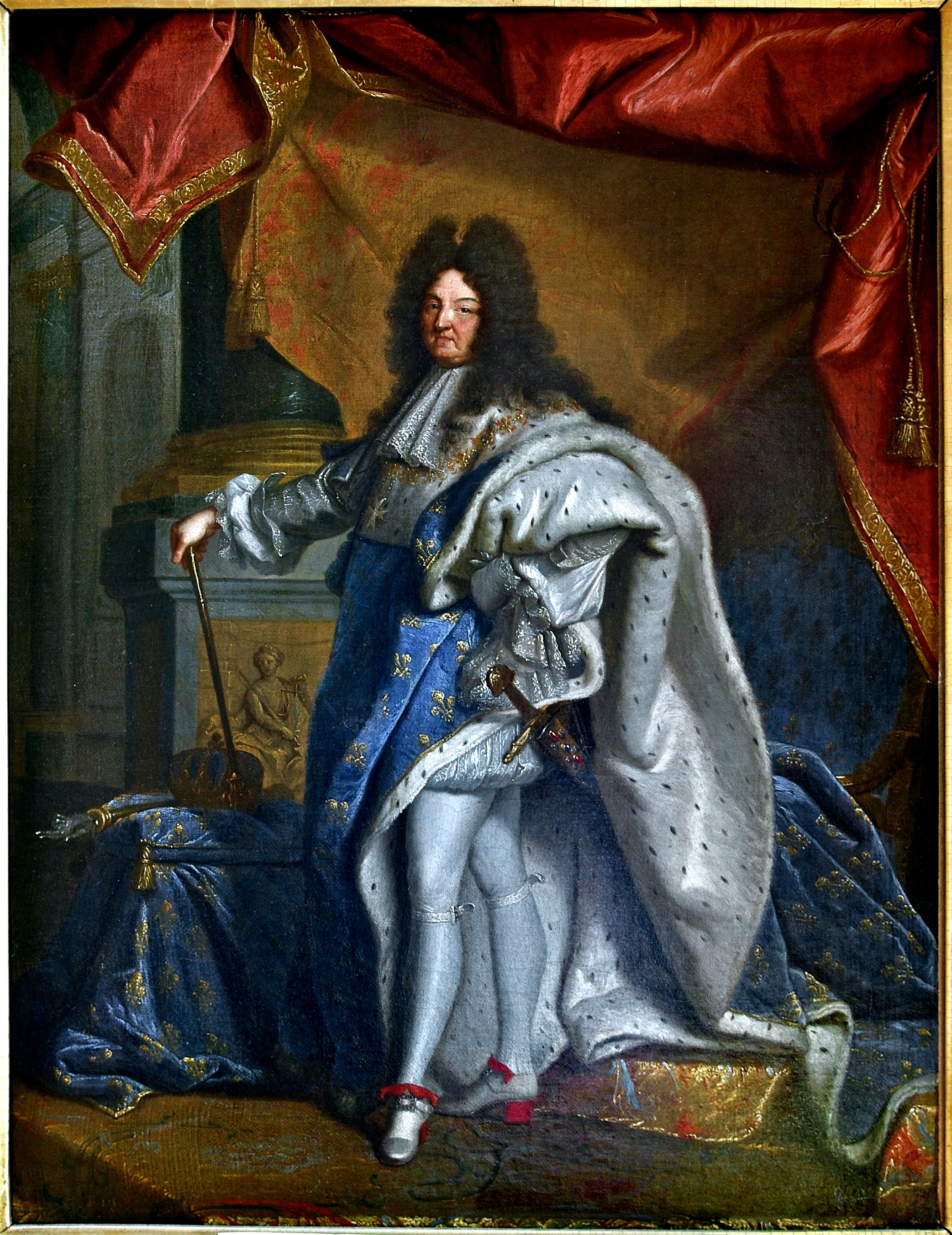
Louis XIV, Roi de France, modello de Hyacinthe Rigaud à partir duquel fut réalisé le Portrait de Louis XIV en costume de sacre, bleu roi semé de fleurs de lys (1701, musée Condé).

Le nom de couleur Bleu de France désigne une couleur associée à la représentation de la France[réf. nécessaire].
L'uniforme du Régiment des Gardes françaises était bleu roi. À la Révolution française, la garde et son bleu devinrent nationaux. Au XVIIIe siècle, l'expression Bleu de France désignait un procédé français de teinture de textile. À partir de 1837, c'est le nom commercial d'une variante française du bleu de Prusse, associé à un procédé de mordançage permettant son emploi sur les tissus. Ce bleu soutenu tirant sur le vert diffère nettement du bleu roi. Au cours du siècle, la confusion s'installe entre les termes, et le bleu de France est celui connu de nos jours comme bleu marine, à l'époque « gros bleu ». Le bleu de France perd son sens technique, dont l'industrie a d'ailleurs développé plusieurs nuances, pour rejoindre dans le flou des noms de couleur de la mode. L'uniforme de l'infanterie française comporte, dès la moitié du siècle et jusqu'à la Grande Guerre, un manteau bleu foncé et un pantalon garance.
Une version du bleu roi basée sur le bleu du drapeau tricolore français, est utilisée dans l'époque contemporaine, en particulier dans un domaine sportif. Les équipes nationales françaises dans tous les sports utilisent préférentiellement un bleu comme leur couleur principale.
Le Bleu de France fut officiellement la livrée nationale des automobiles françaises de course du début du XXe siècle jusqu'en 1968, date où la publicité fut autorisée sur les voitures de course[réf. souhaitée]. Jusqu'à cette date, toutes les écuries de sport automobile françaises étaient obligées de peindre leurs voitures en bleu de France. À la fin de cette obligation, certaines ont conservé cette couleur jusqu'à aujourd'hui. C'était le cas d'Alpine, Amilcar, Ballot, Bugatti, Delage, Delahaye, Gordini, Ligier, Mathis, Matra, Panhard, Pescarolo, Prost, Rondeau, Salmson, Talbot-Lago. Les deux exceptions notables sont Citroën et Renault : le premier utilise le rouge et le blanc, tandis que le second utilise le jaune et le noir.
Cette couleur est également toujours régulièrement utilisée par les marques françaises lors des présentations de leurs nouvelles voitures de sport. Les dernières en date sont la présentation de l'Alpine Célébration en 2015 et de la Bugatti Chiron à l'occasion du salon de Genève 2016[réf. souhaitée].

## Galerie

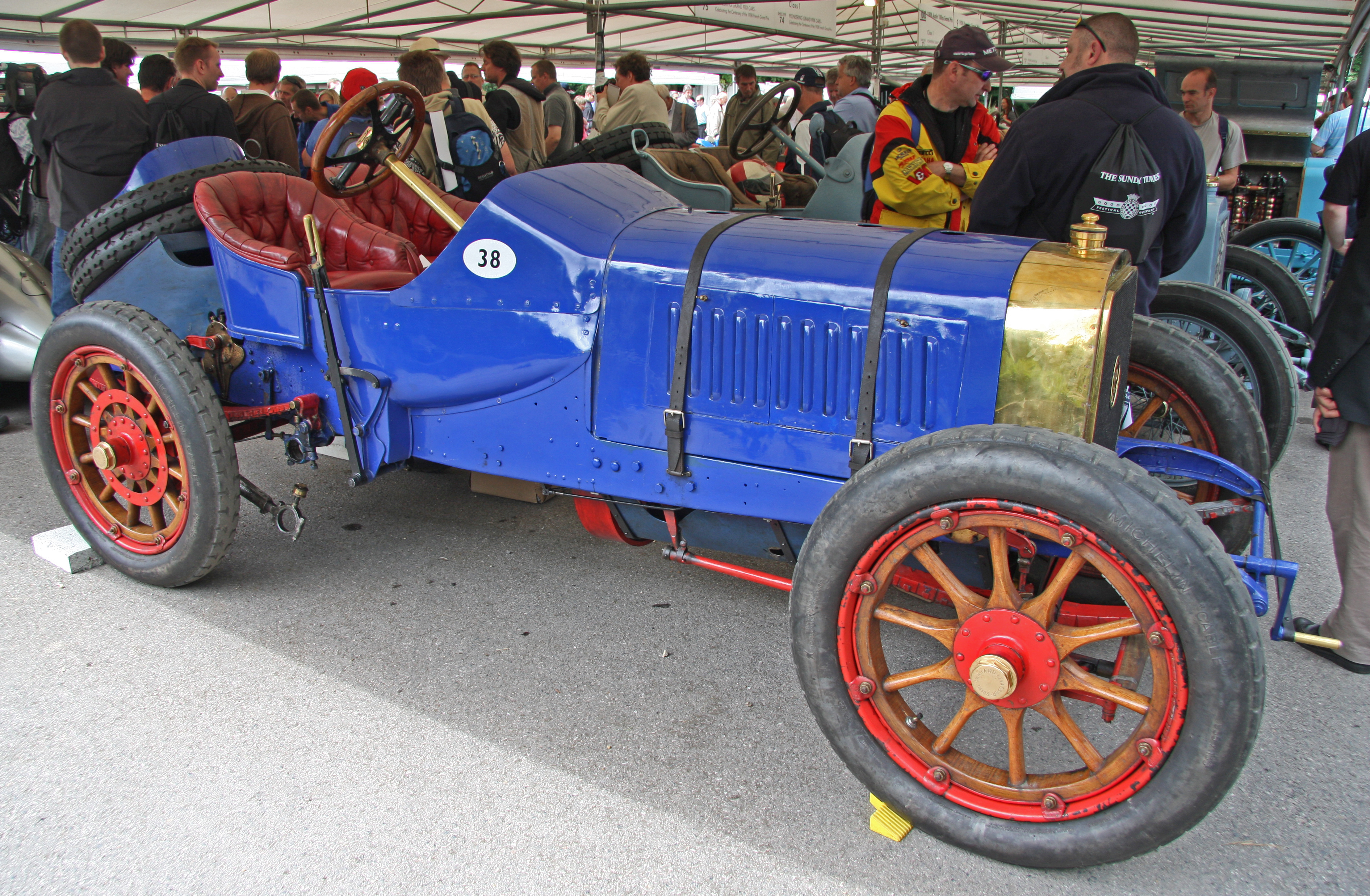
Panhard 13L. 4I (1908)
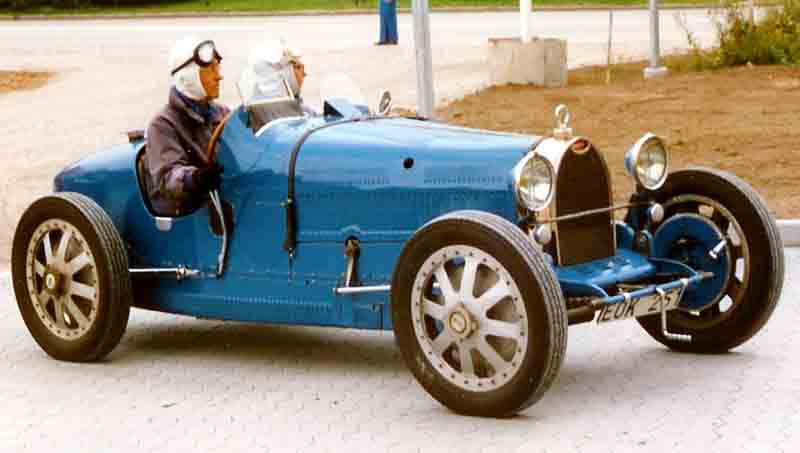
Bugatti Type 35C (1926)
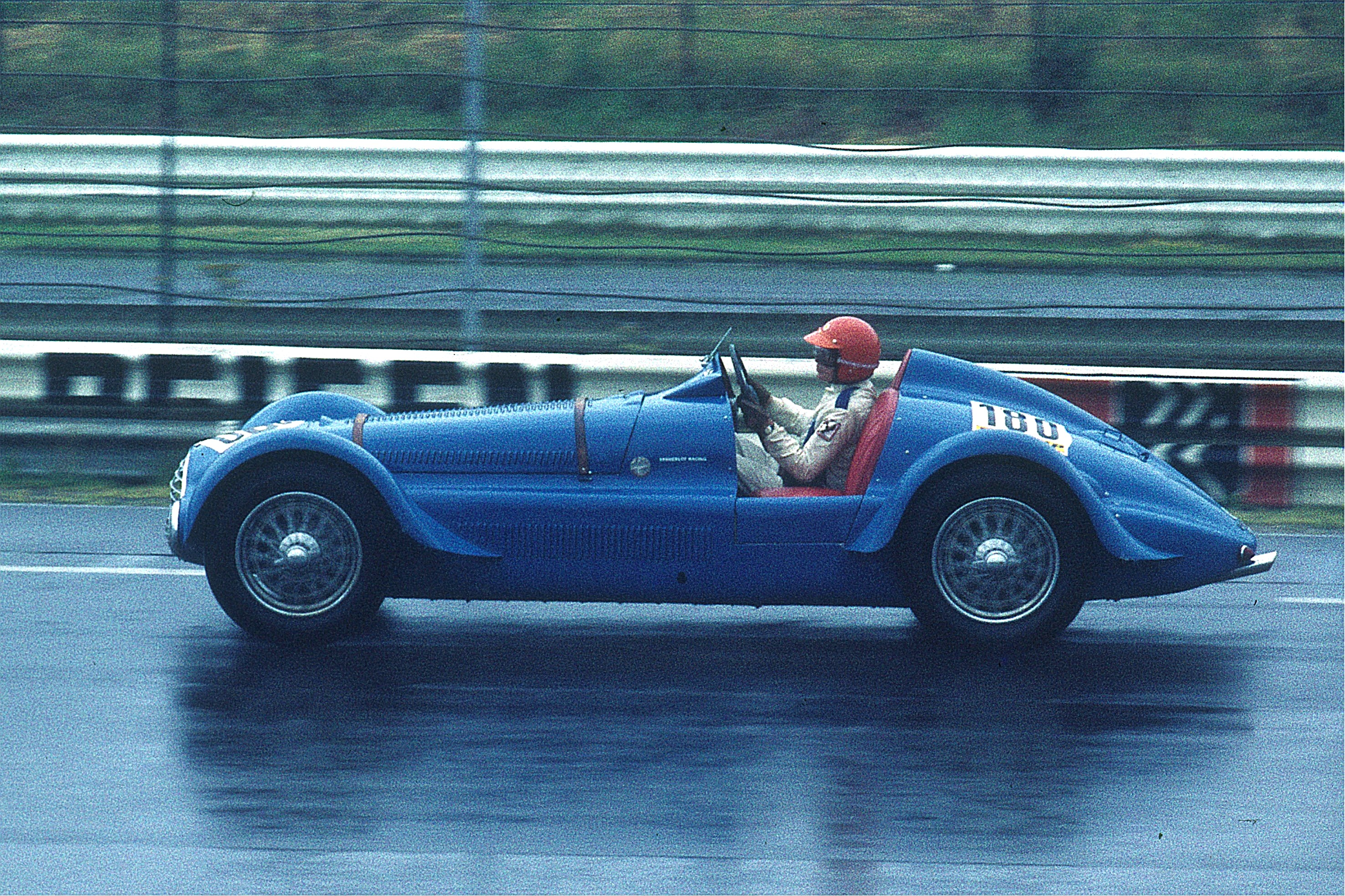
Delahaye type 135 MS (1935)
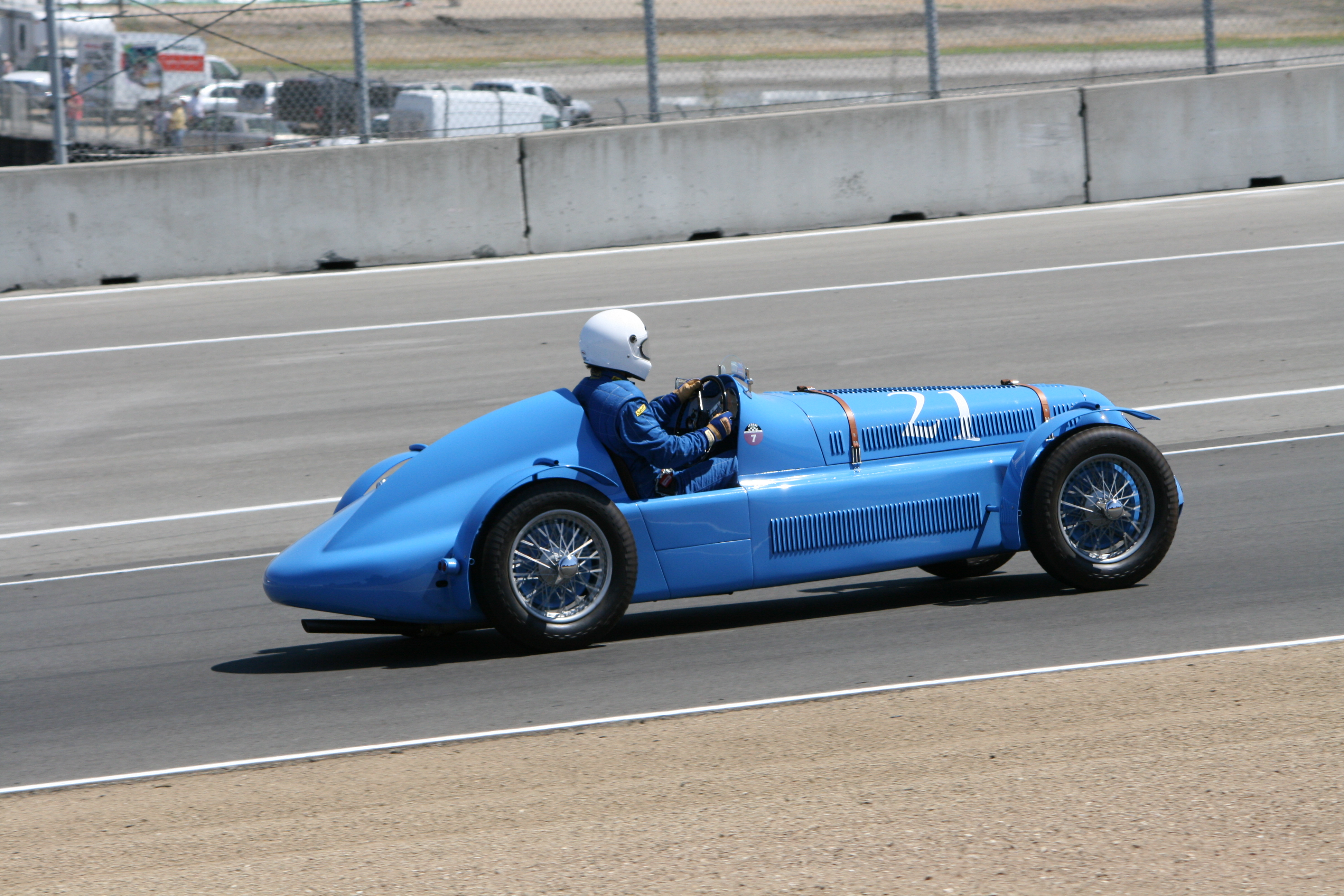
Delage D6 (1946)
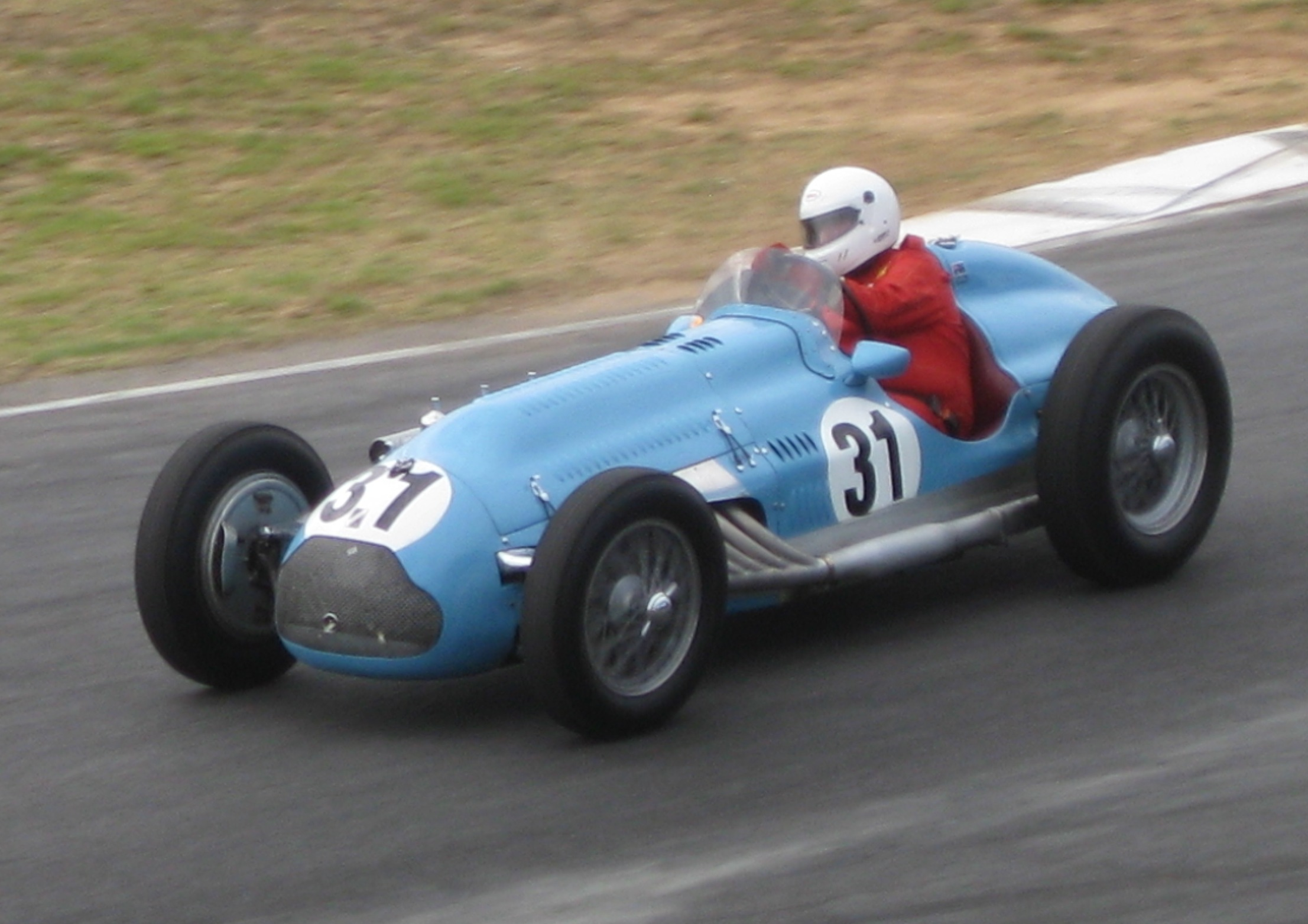
Talbot-Lago T26C (1949)
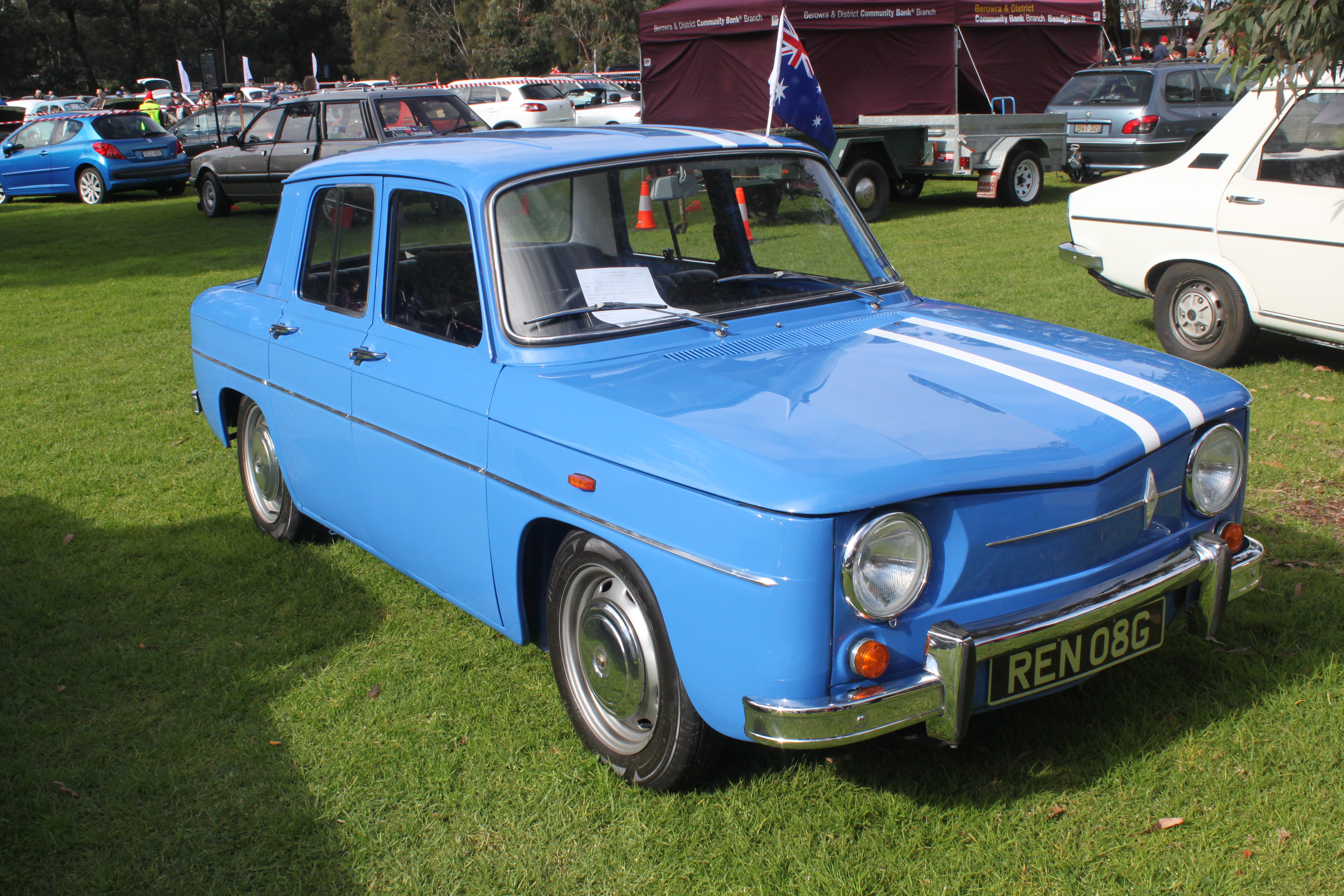
Renault 8 (1965)
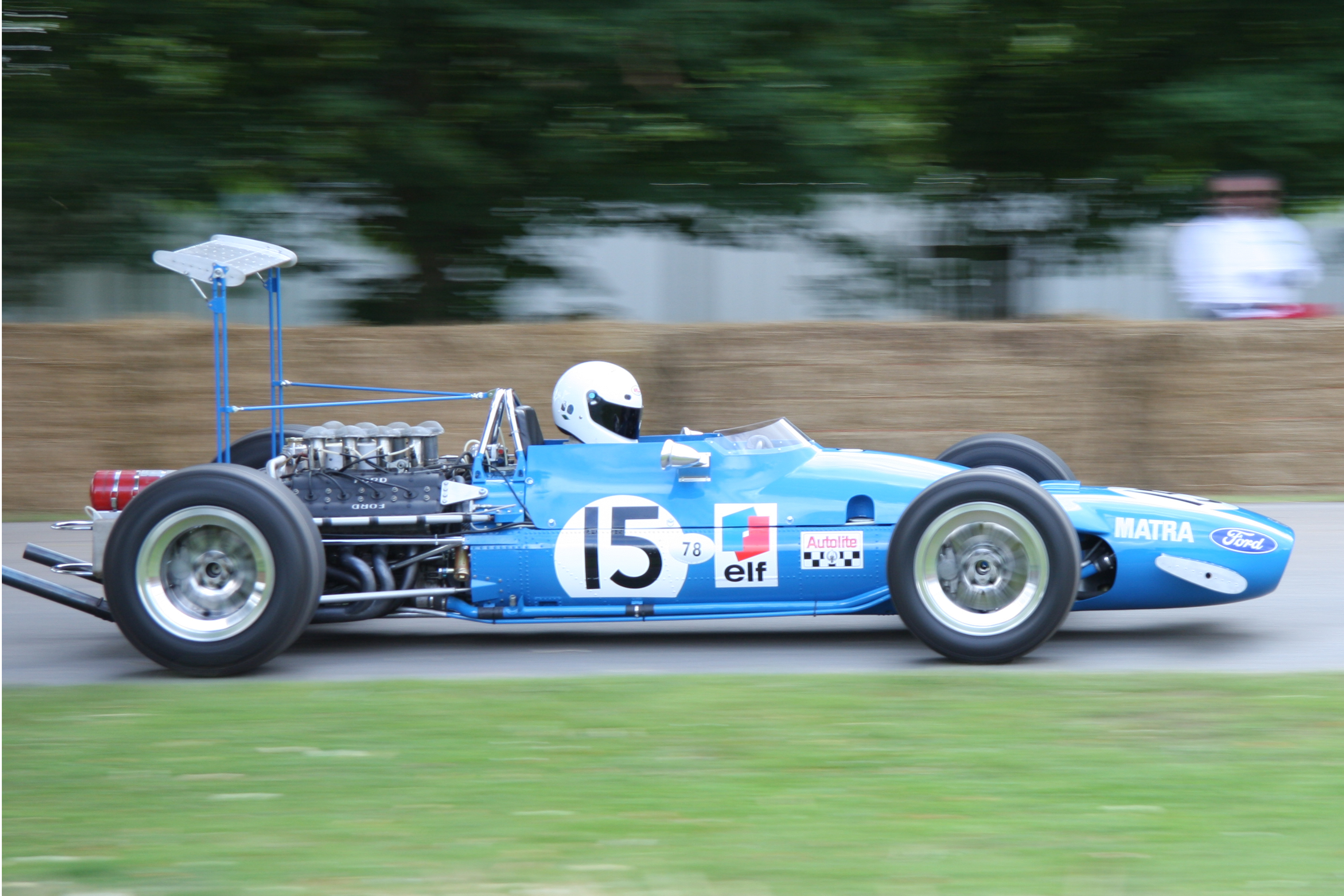
Matra MS10 (1968)
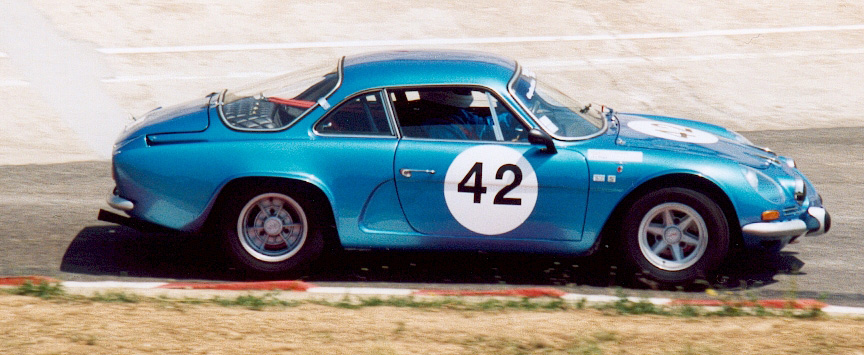
Alpine A110
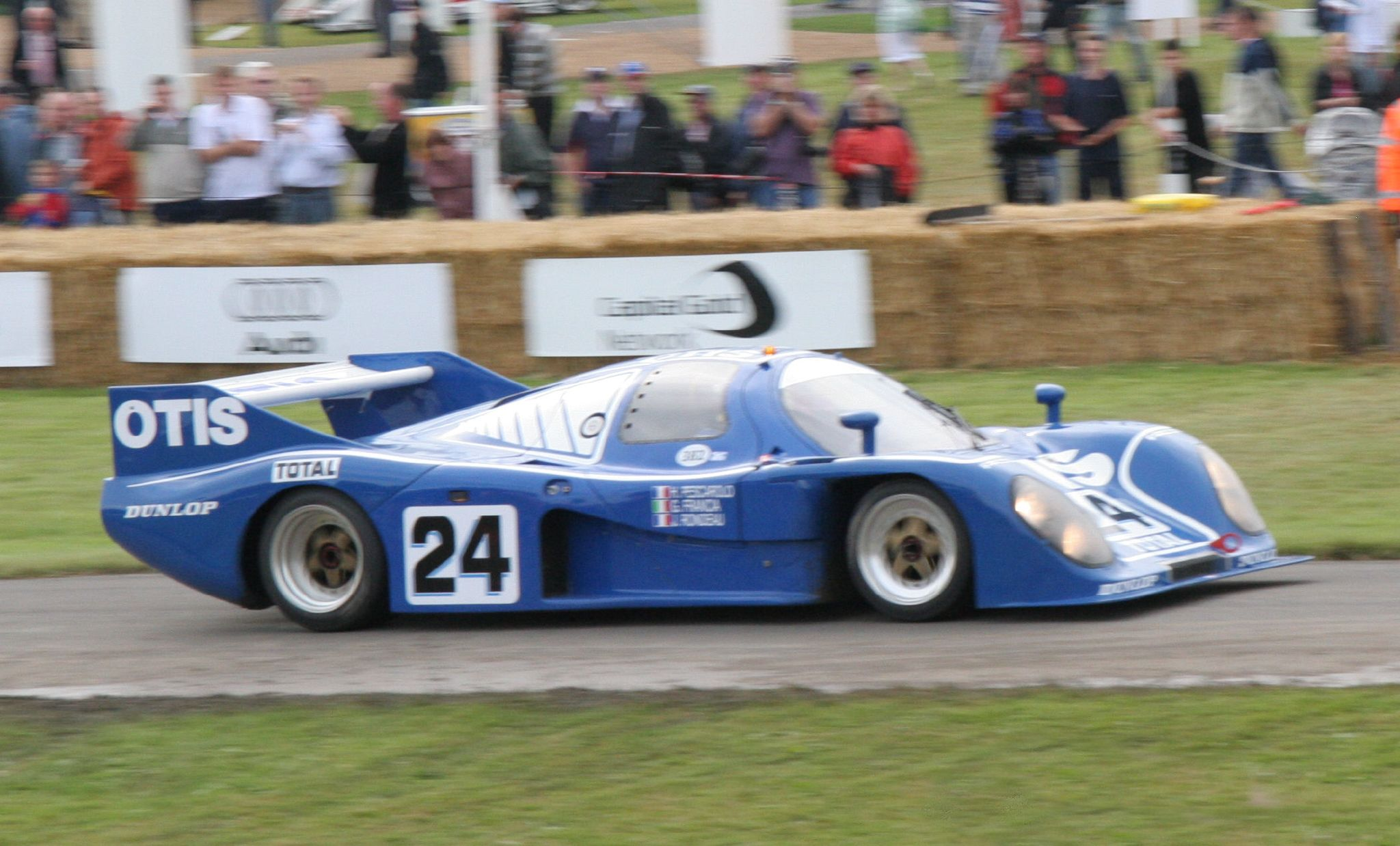
Rondeau M382
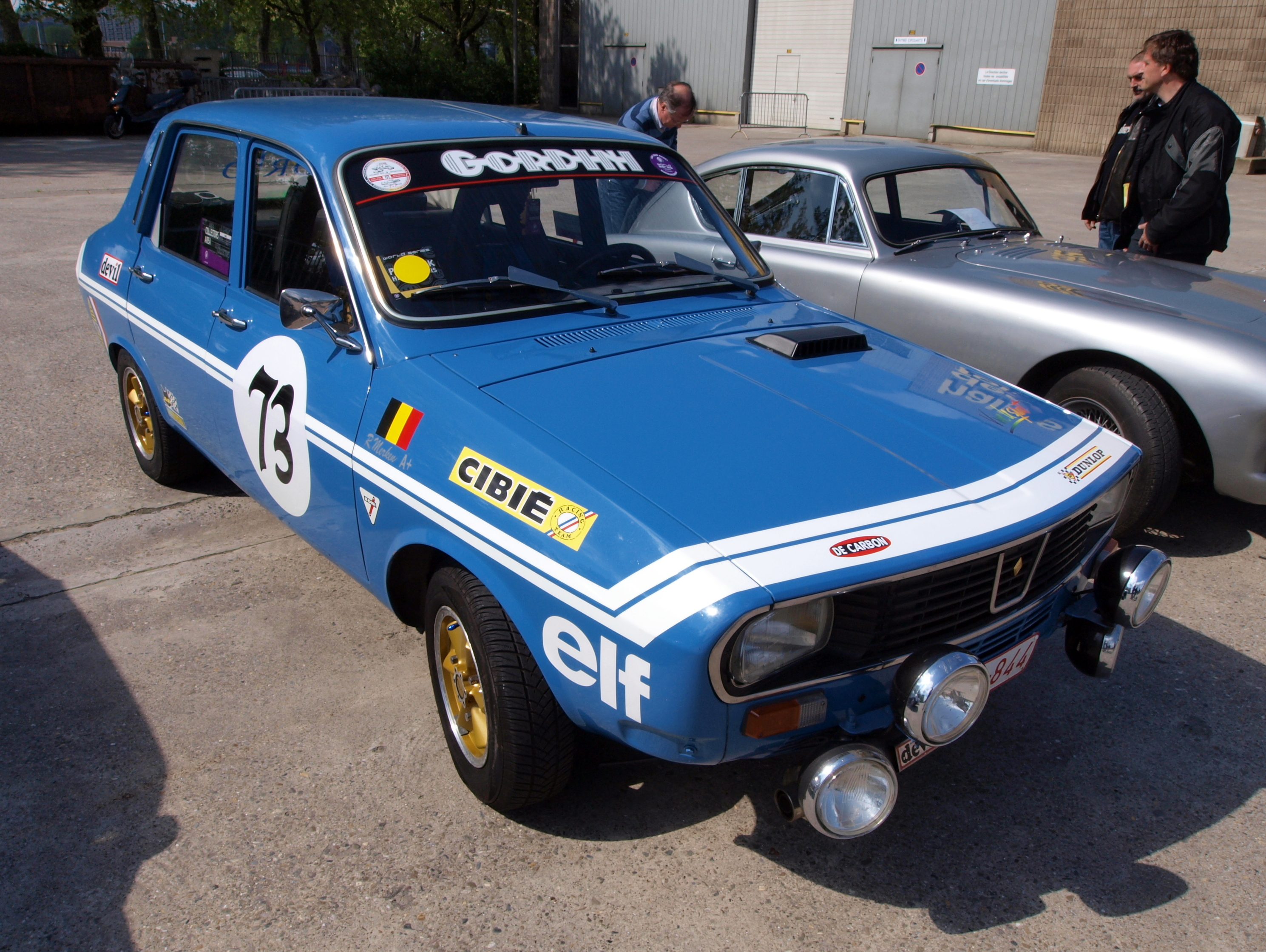
Renault 12 (1975)
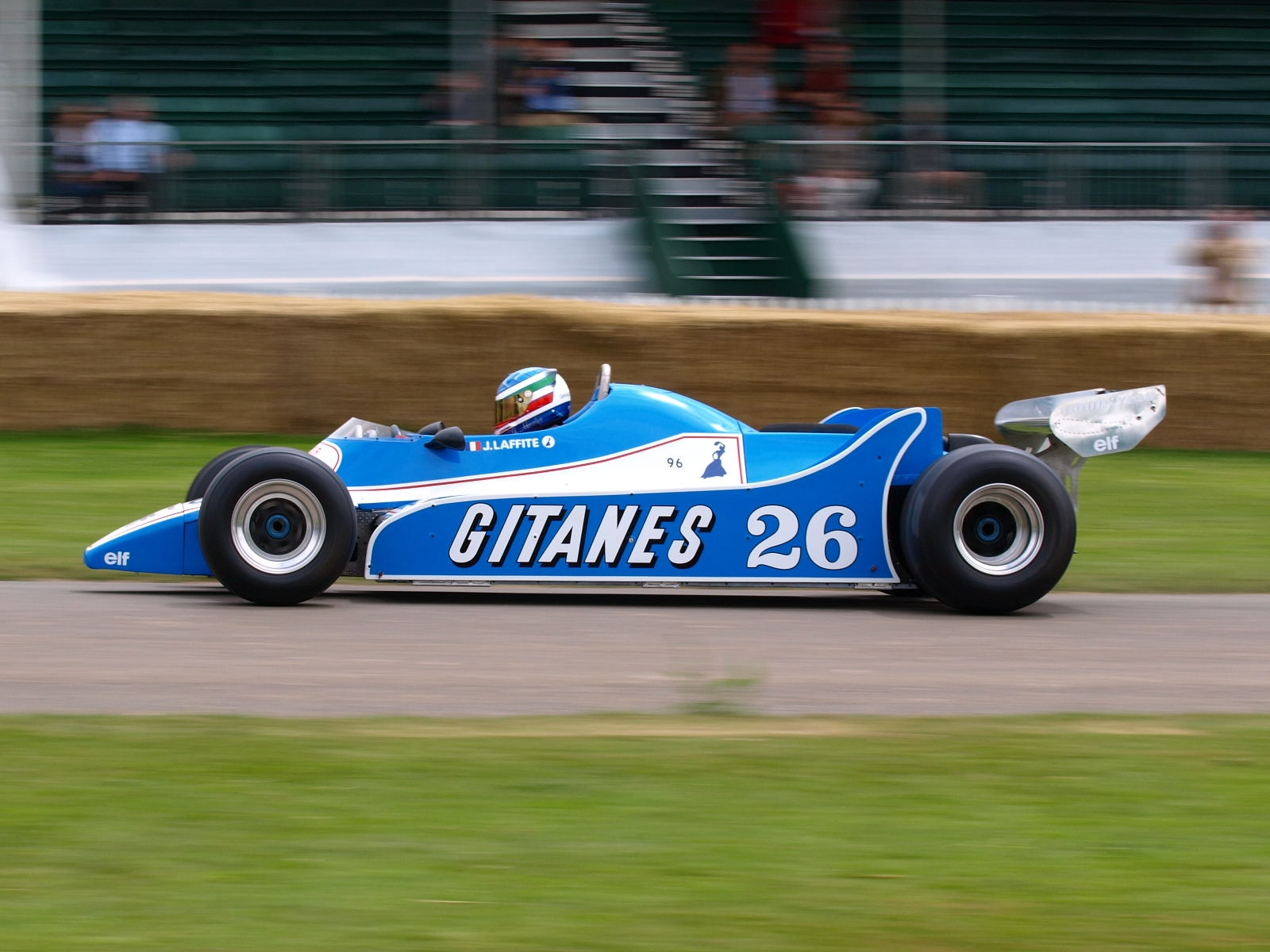
Ligier JS11-15 (1980)
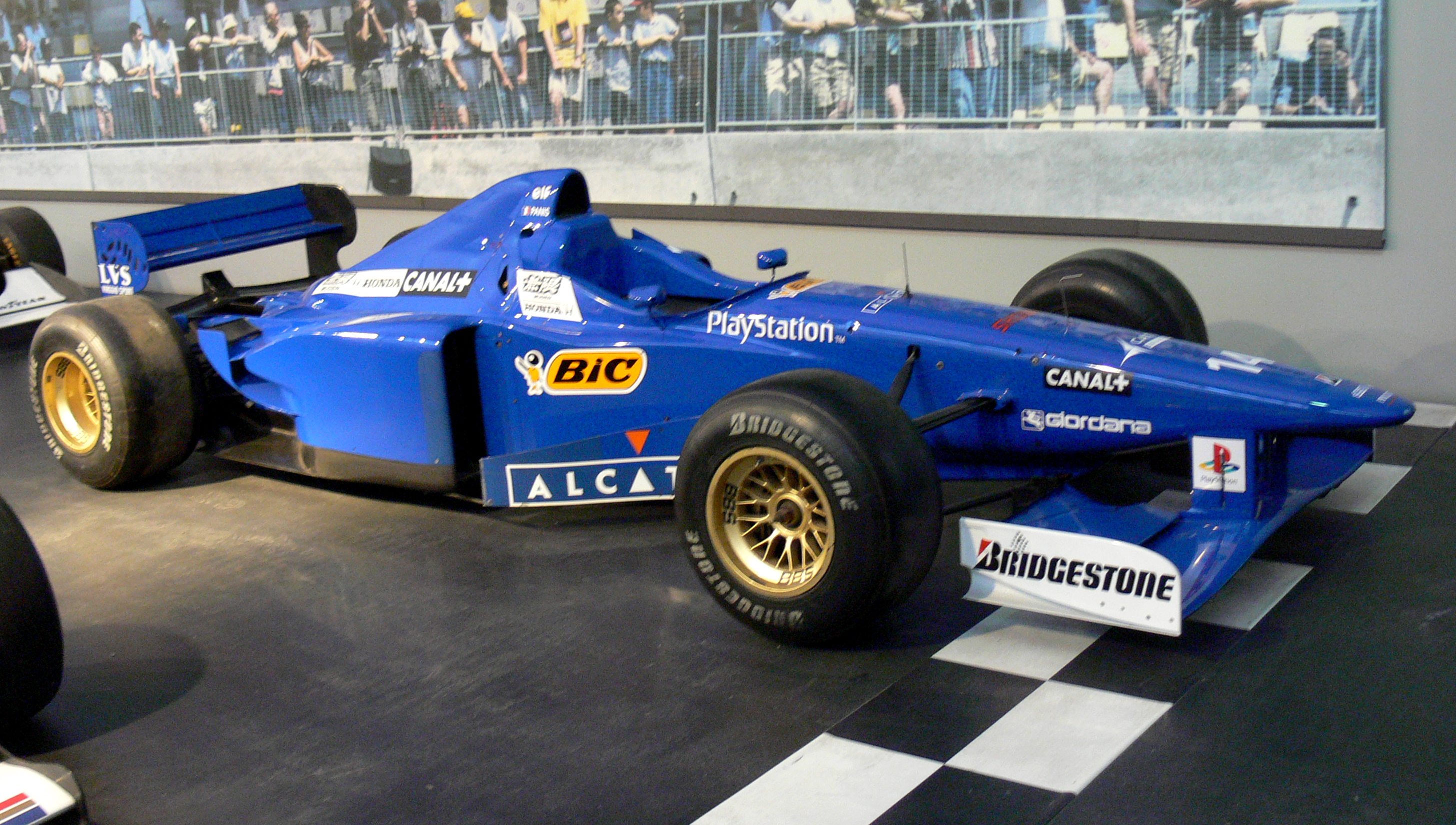
Prost JS45 (1997)
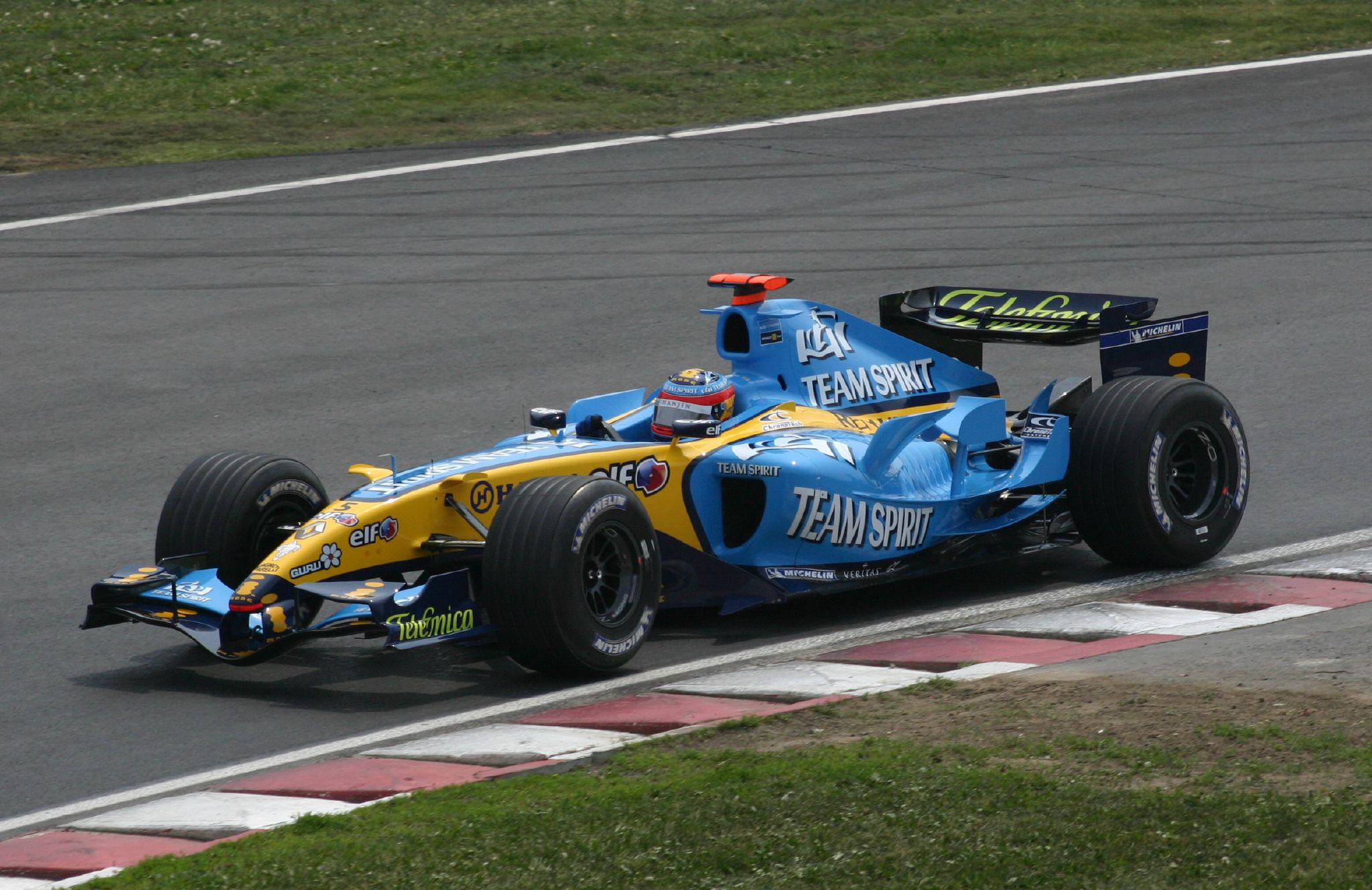
Renault R25 (2005) (associé au jaune de Renault)
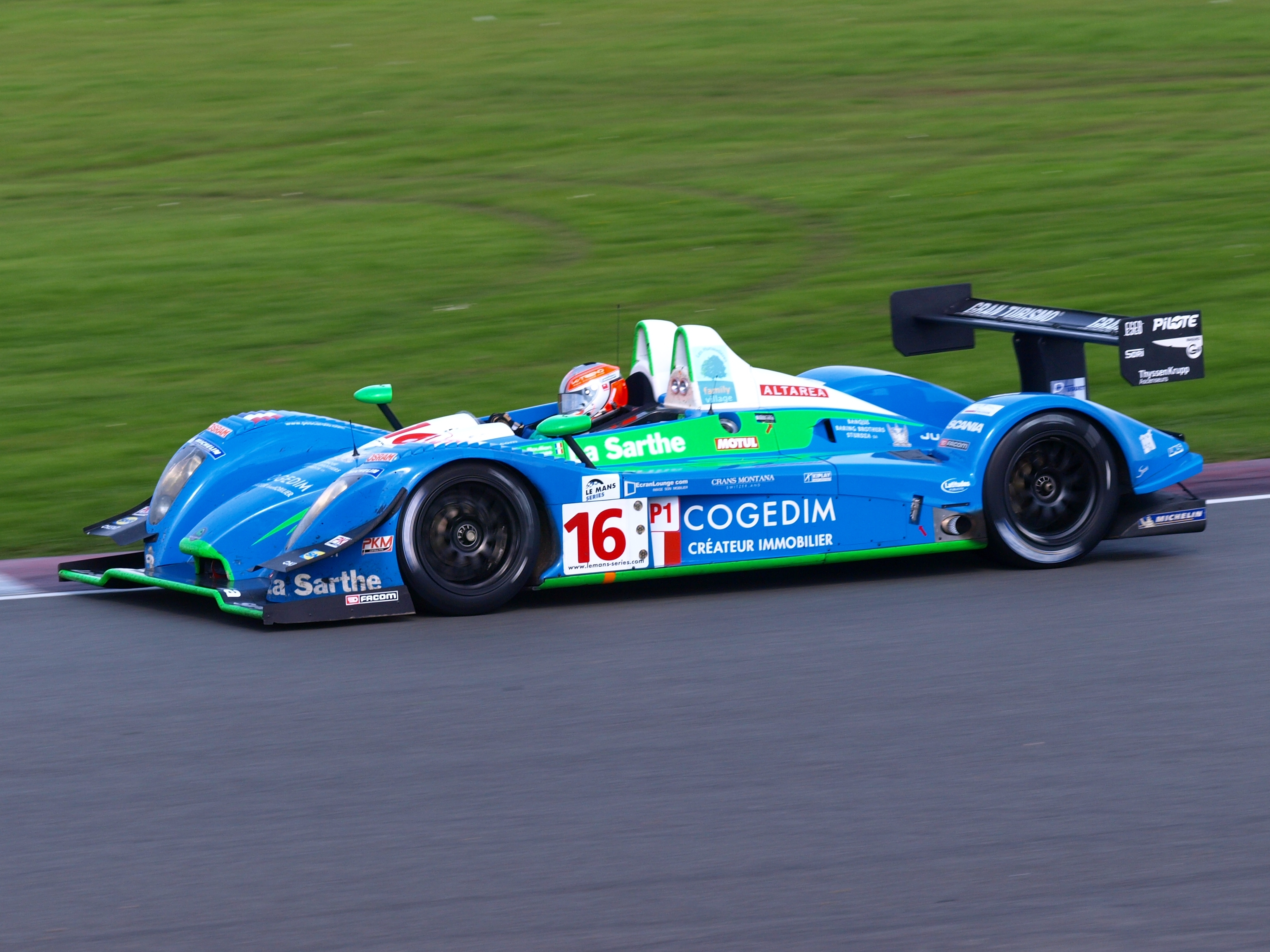
Pescarolo Sport 16 (2008)
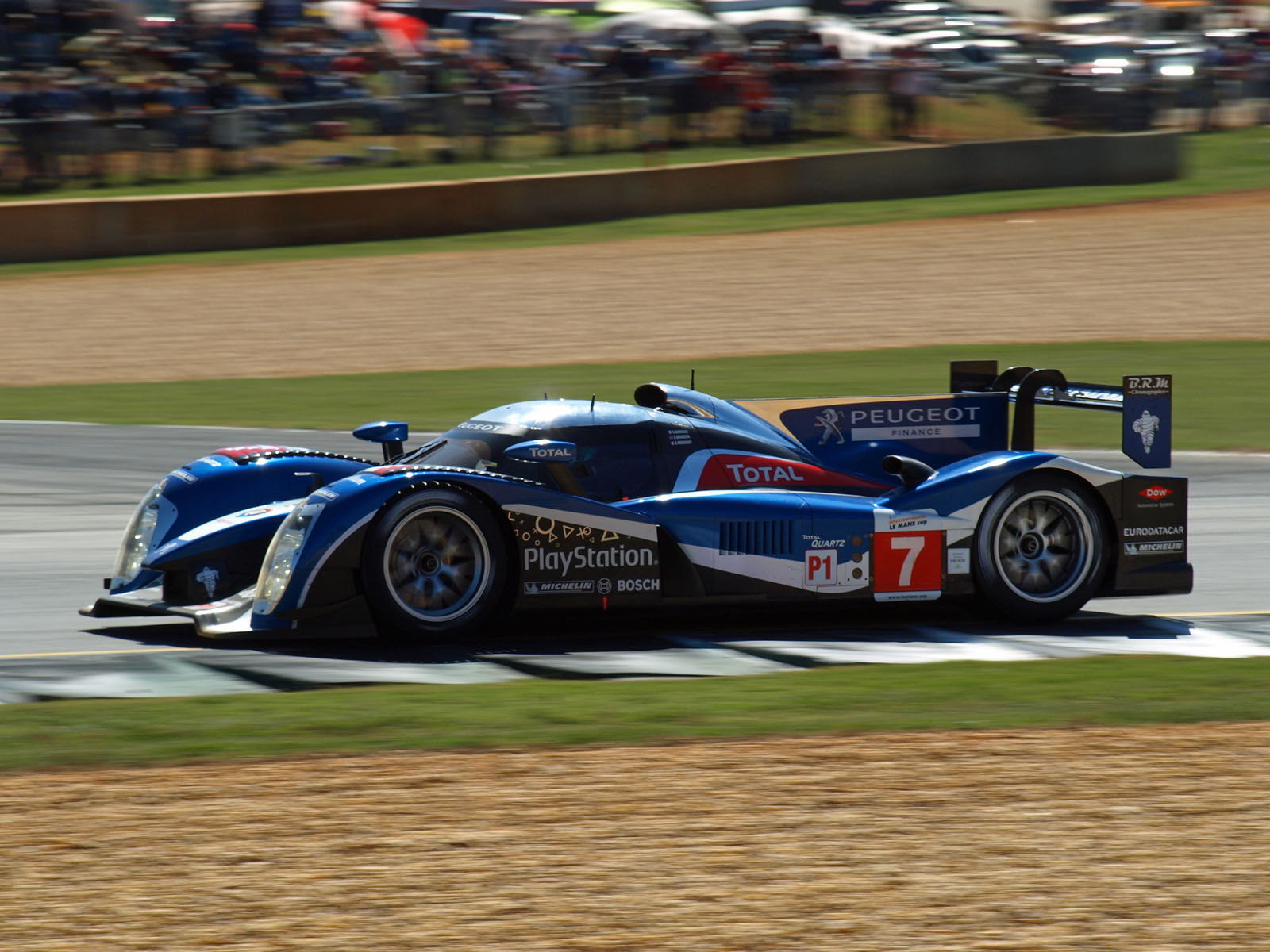
Peugeot 908 (2011)
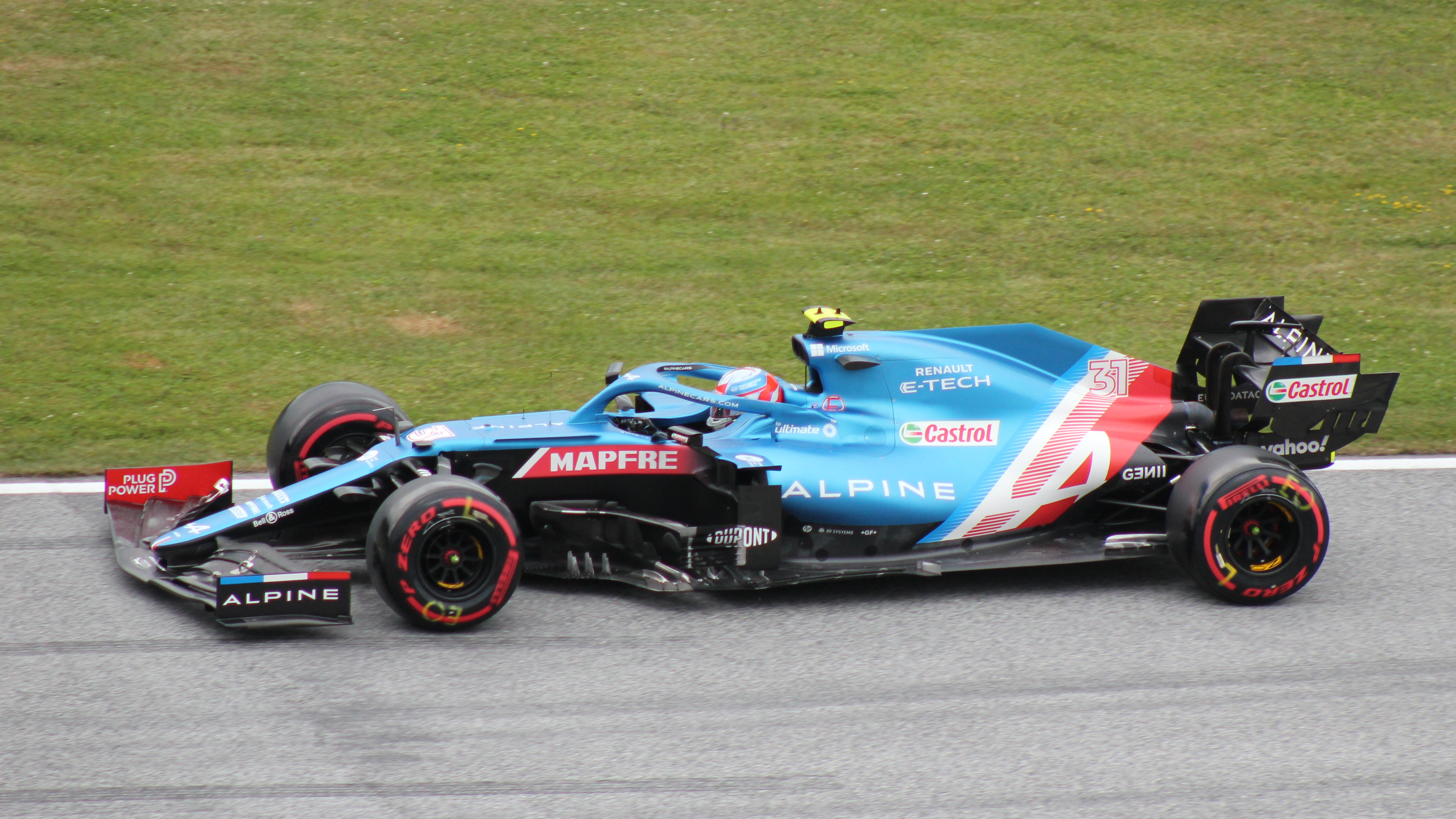
Alpine A521 (2021)